# Limbe de la Lune

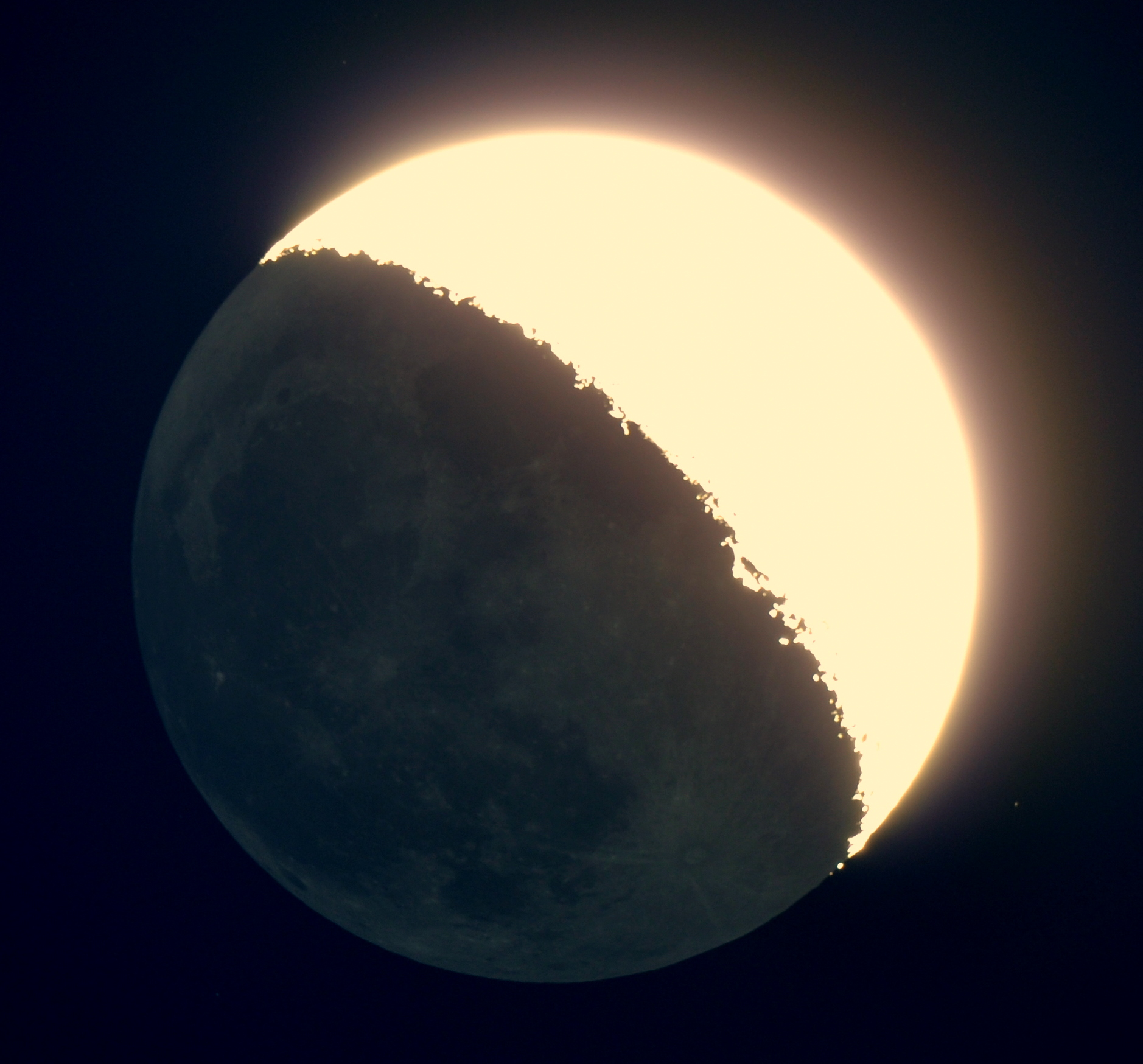
Deux lumières contrastées du disque lunaire en phase de croissant, surexposées pour montrer l'éclat de la terre.

Le limbe lunaire est le bord de la surface visible (disque) de la Lune vue de la Terre. La libration de la Lune, avec sa surface irrégulière, entraîne de petites modifications de son profil, ce qui complique le calcul précis des temps et des durées d'éclipse. Cependant, les données issues de la cartographie de la surface lunaire permettent aux astronomes de prévoir le profil lunaire à un moment donné avec un degré de certitude élevé. L'irrégularité du limbe lunaire est la cause des grains de Baily, qui sont des rayons de soleil collimatés qui traversent certains endroits et d'autres pas pendant une éclipse solaire.
Le contraste entre le disque lunaire, fortement éclairé par la lumière directe du soleil, et un ciel nocturne noir en fait une cible populaire lors des tests d'optiques de télescopes (y compris les jumelles).